# 梅利斯泰
58°19′44″N 26°58′53″E / 58.32889°N 26.98139°E

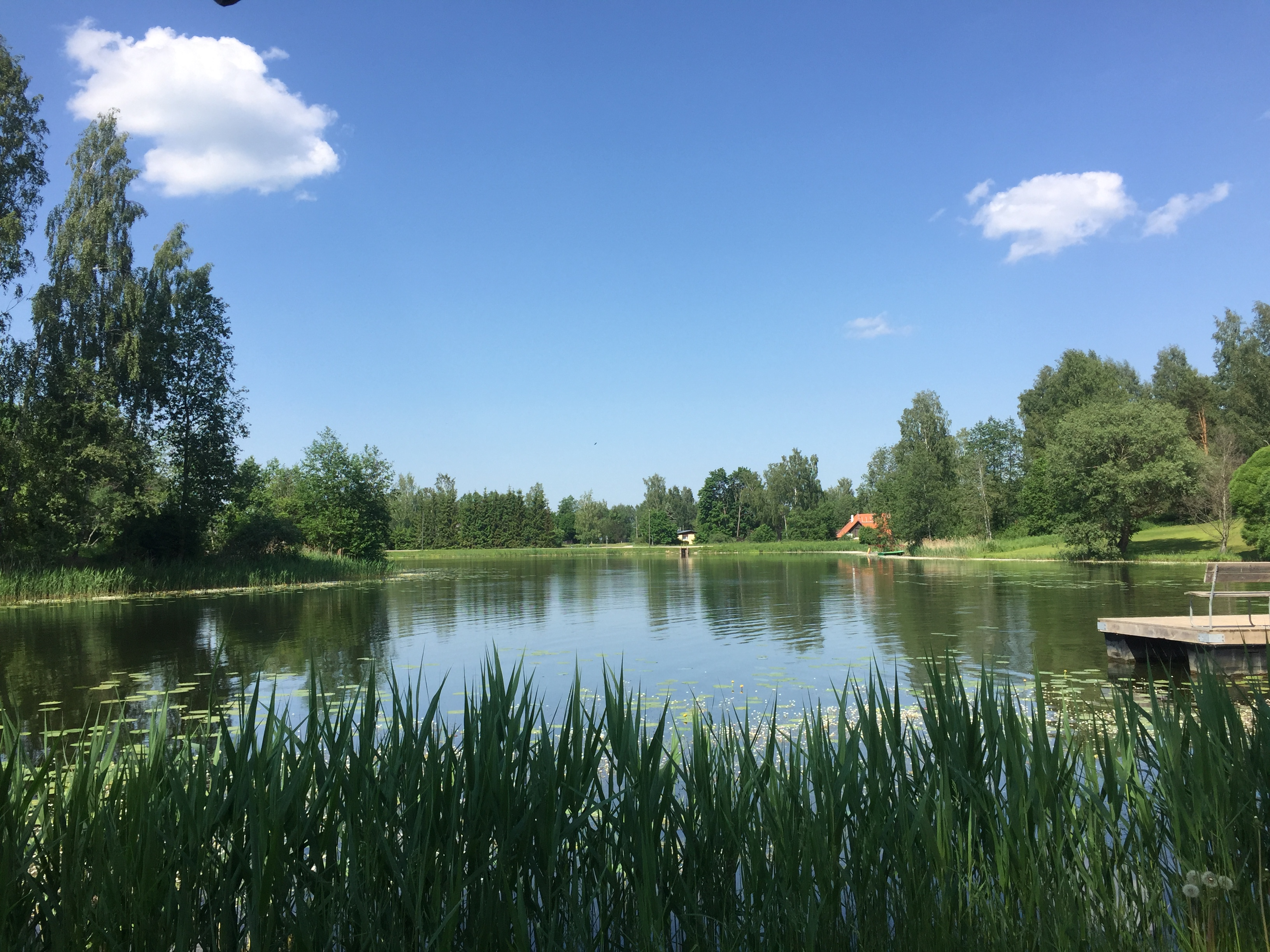
梅利斯泰湖

梅利斯泰，是愛沙尼亞塔爾圖縣卡斯特雷市镇内的村庄，位於該國東南部，曾是原邁克薩市镇的行政中心，處於首都塔林東南面180公里，海拔高度41米，2012年該城鎮人口为484人。